# NOSPECS-Klassifikation
Die NOSPECS-Klassifikation ist eines von zwei gängigen Schemata zur Dokumentation von Krankheitsverlauf und -stadium der endokrinen Orbitopathie. Sie wurde durch die American Thyroid Association entwickelt und wird seit 1969 angewendet. Die Buchstabenfolge ist eine Abkürzung (Akronym) für die englischen Bezeichnungen der abgefragten Symptome. Das Schema ist auch unter dem Namen seines Entwicklers, des US-amerikanischen Arztes Sidney C. Werner, als Werner-Klassifizierung bekannt.
Innerhalb dieser Klassifizierung erfolgt eine zusätzliche Einteilung nach den Schweregraden 0, A, B und C, mit denen ein bestimmter Punktwert ermittelt werden kann. Zusammen mit einem weiteren Parameter für die Krankheitsaktivität, dem so genannten CAS-Score (nach Mourits), wird so der gesamte Krankheitsverlauf bewertet.
Das NOSPECS-Schema ist vor und während der Behandlung eine wichtige Hilfe, das Fortschreiten oder auch eine therapiebedingte Besserung des Krankheitsbildes abschätzen zu können und liefert eine Übersicht über die Wertigkeit wichtiger Symptome. Gleichwohl gilt seine Einteilung als weniger sinnvoll und brauchbar verglichen mit der sogenannten LEMO-Klassifikation, die als eine Erweiterung der NOSPECS-Klassifikation gilt.
| Klasse | klinische Merkmale                            | englische Bezeichnung          |
| ------ | --------------------------------------------- | ------------------------------ |
| 0      | keine Zeichen oder Symptome                   | No signs or symptoms           |
| 1      | Zeichen (z. B. Lidretraktion), keine Symptome | Only signs, no symptoms        |
| 2      | Weichteilbeteiligung                          | Soft tissue involvement        |
| 3      | Exophthalmus                                  | Proptosis                      |
| 4      | Muskelveränderungen                           | Extraocular muscle involvement |
| 5      | Hornhautkomplikationen                        | Corneal involvement            |
| 6      | Visus- und Gesichtsfeldeinschränkungen        | Sight loss                     |